# 國枝博
國枝 博（くにえだ ひろし、1879年6月20日 - 1943年8月6日）は、岐阜県出身の建築家。朝鮮総督府に在任中には主任技師として朝鮮総督府庁舎の設計に携わった。その後は大阪市を拠点に活躍した。

## 経歴
1879年（明治12年）6月20日に岐阜県に生まれ、1905年（明治38年）7月に東京帝国大学工科大学建築科を卒業した。1907年（明治40年）8月には韓国統監府技師に任ぜられ、朝鮮総督府工事の主任技師を務めた。1912年（明治45年）4月には欧米各国へ出張している。
1918年（大正7年）9月に高等官3等に昇叙すると、同月には願により退職し、10月には正五位に叙せられた。1919年（大正8年）10月、大阪市に國枝工務所を開設した。
1943年（昭和18年）8月6日、64歳で死去した。

## 主な作品
| 建造物名                                              | 年     | 所在地         | 備考1               | 備考2                                        |
| ----------------------------------------------------- | ------ | -------------- | ------------------- | -------------------------------------------- |
| 朝鮮総督府庁舎                                        | 1926年 |                | 現存せず 1996年解体 | ゲオルグ・デ・ラランデ・野村一郎と共同設計。 |
| 旧八束銀行本店 （旧山陰合同銀行北支店）               | 1926年 | 島根県松江市   | 現存 登録有形文化財 |                                              |
| グランサンクタス淀屋橋 （旧大阪農工銀行、旧八木通商） | 1929年 | 大阪市中央区   | 現存                | 辰野片岡建築事務所設計の建物を全面改修。     |
| みずほ銀行大分支店 （旧大分県農工銀行）               | 1932年 | 大分県大分市   | 現存                |                                              |
| 朝日生命館 （旧常磐生命）                             | 1933年 | 東京都千代田区 | 現存せず            |                                              |
| 滋賀県庁舎本館                                        | 1939年 | 滋賀県大津市   | 現存 登録有形文化財 | 佐藤功一と共同設計。                         |
| 淡路信用金庫本町支店 （旧兵庫農工銀行洲本支店）       | 1935年 | 兵庫県洲本市   | 現存                |                                              |

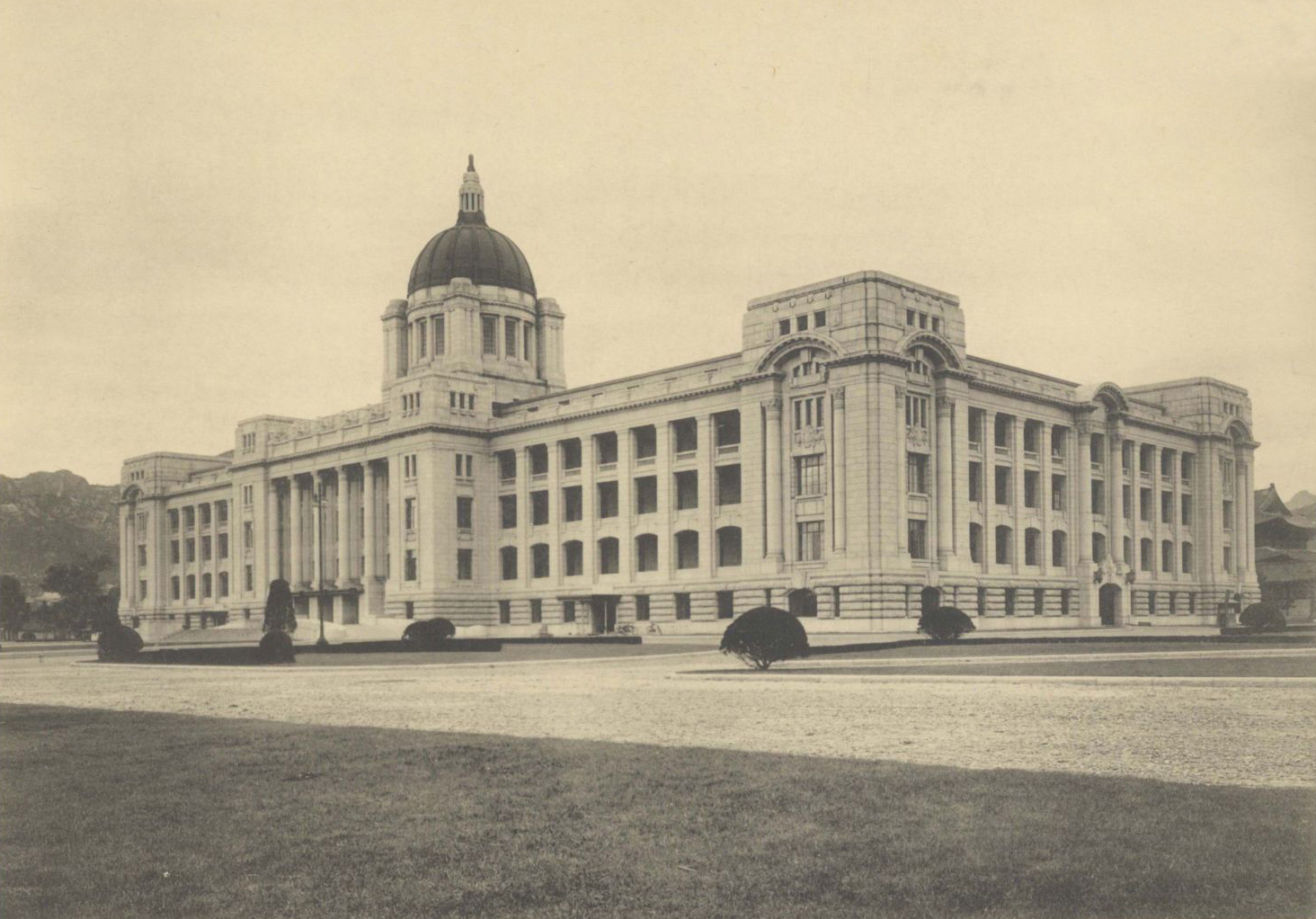
朝鮮総督府庁舎
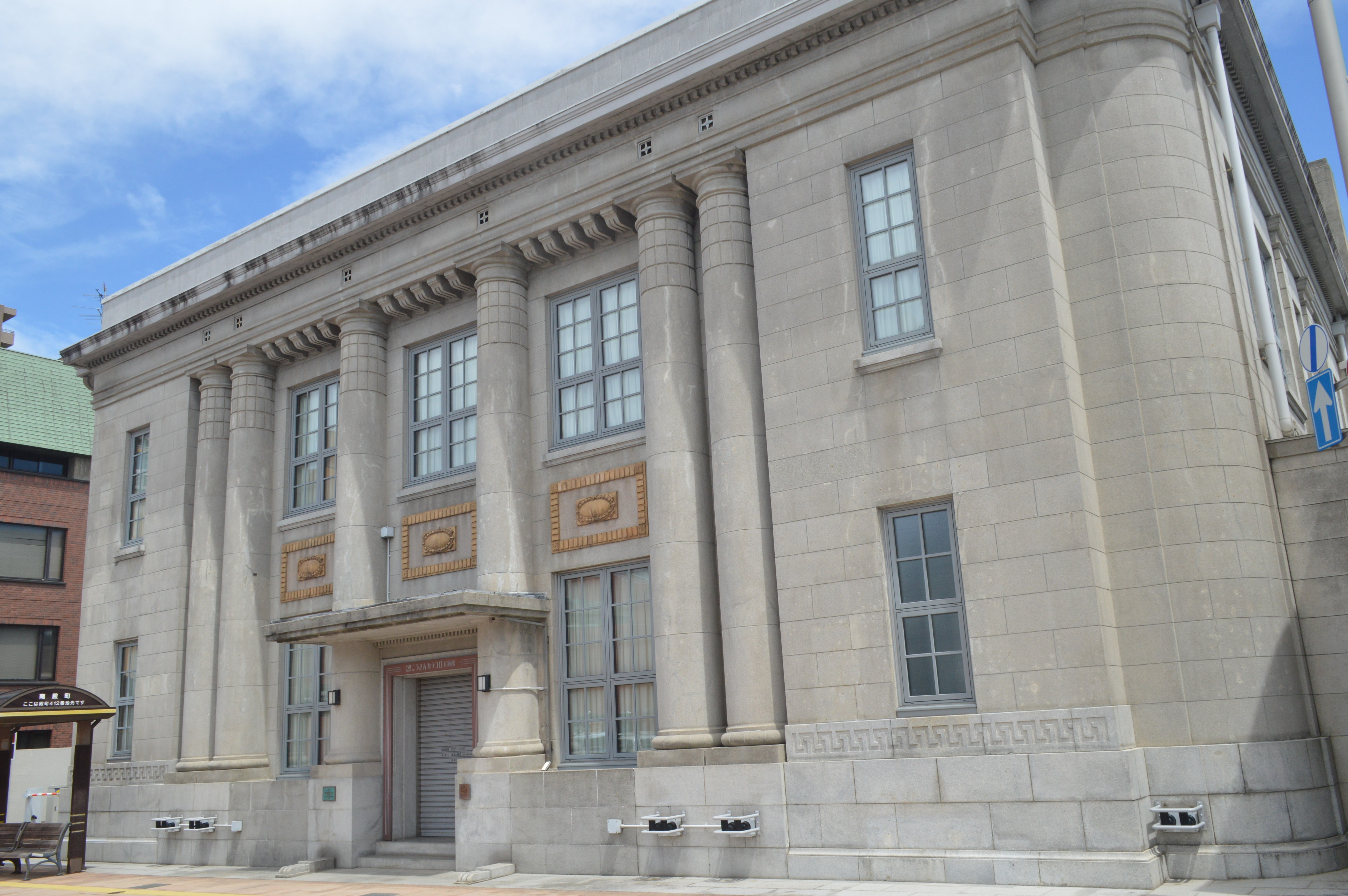
旧八束銀行本店
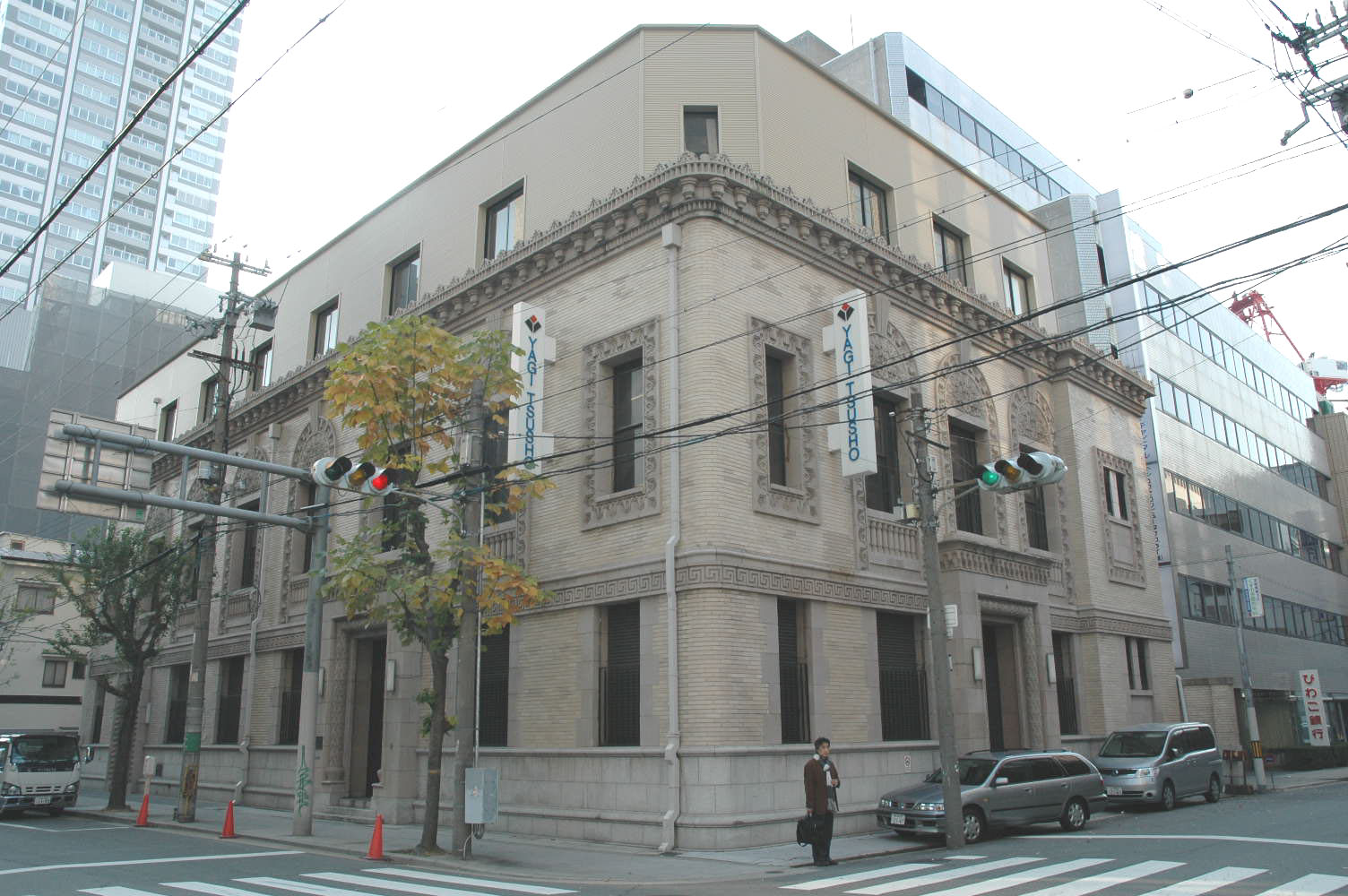
八木通商（旧大阪農工銀行）
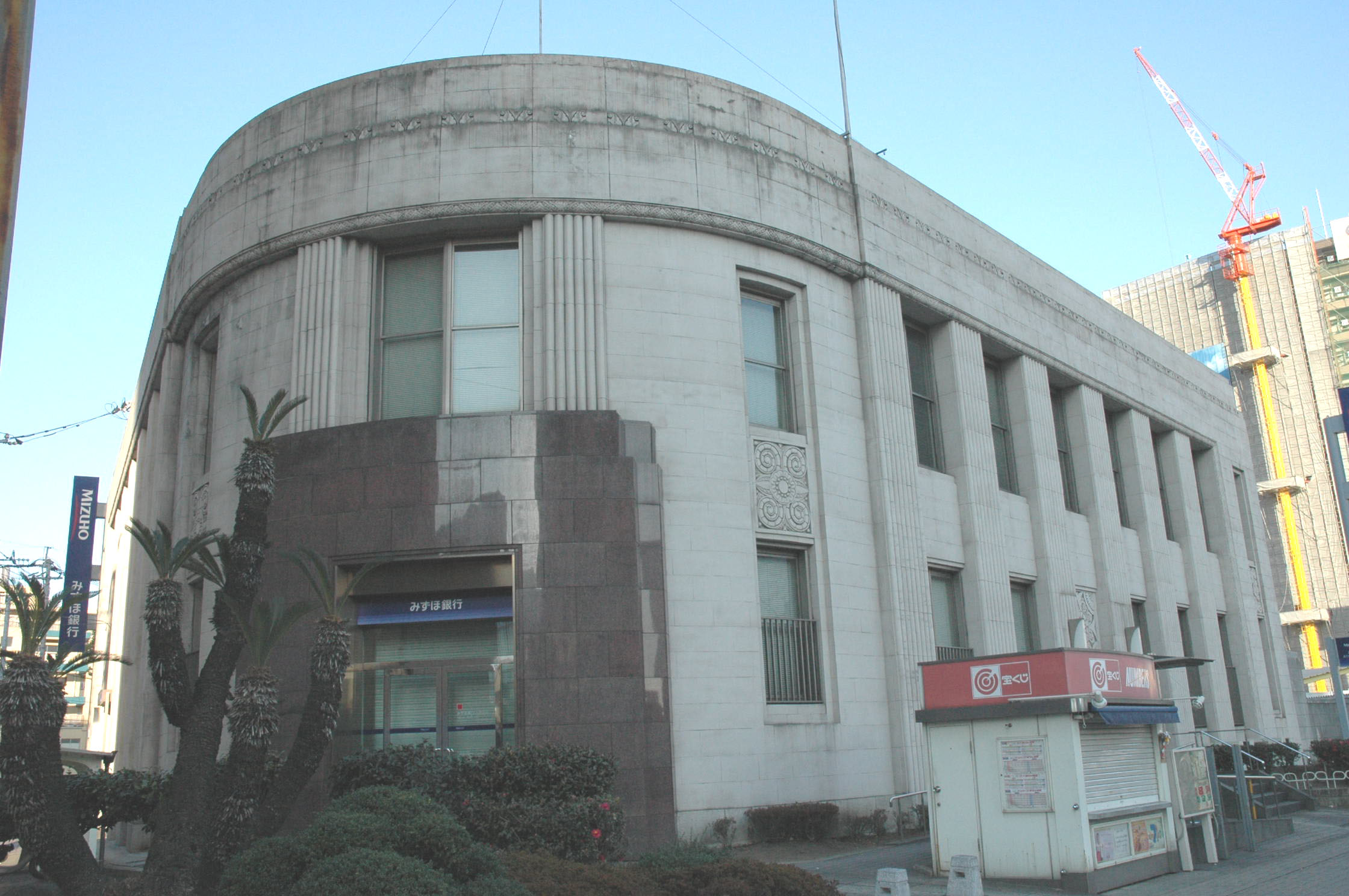
みずほ銀行大分支店（旧大分県農工銀行）
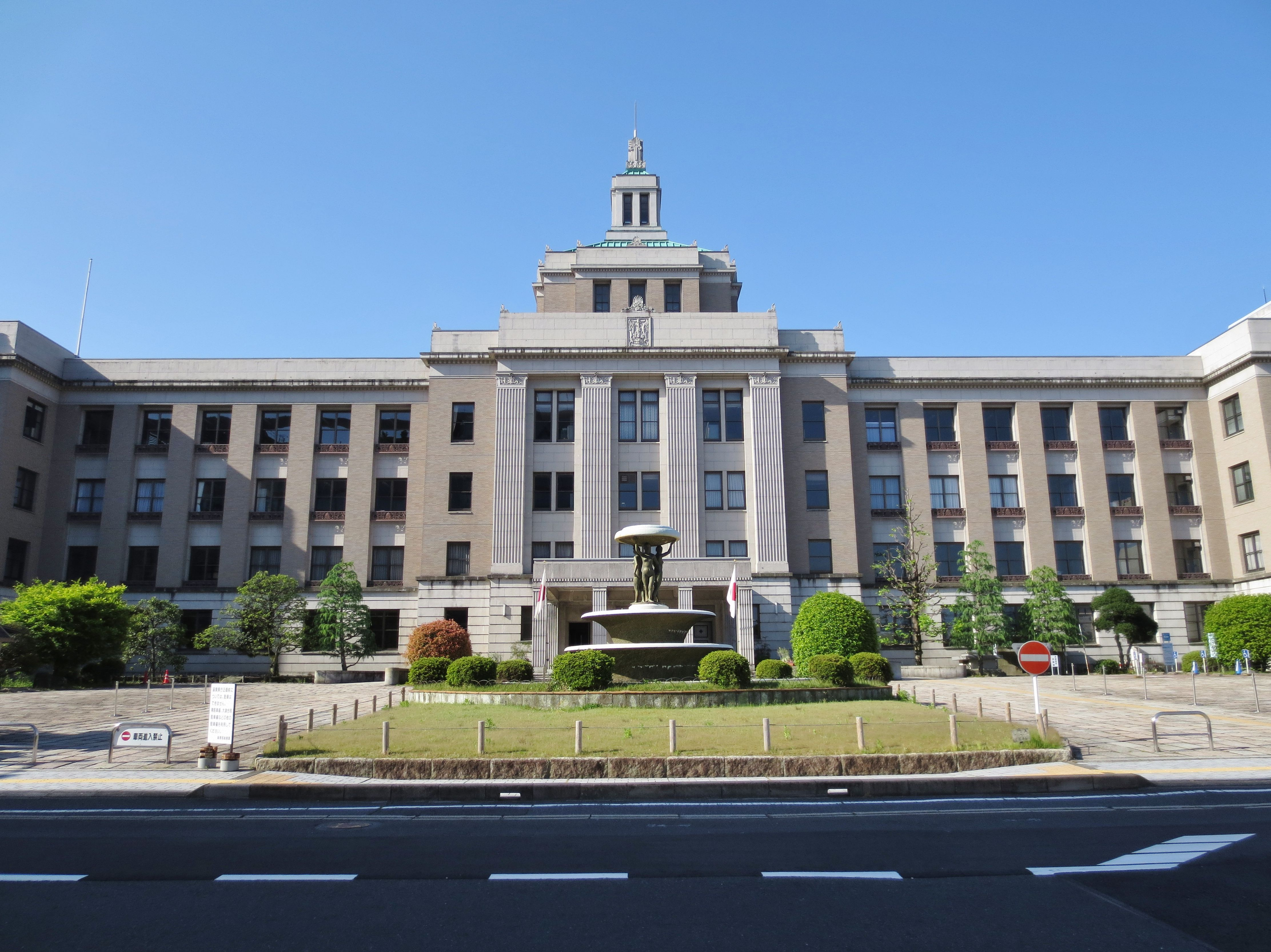
滋賀県庁舎本館
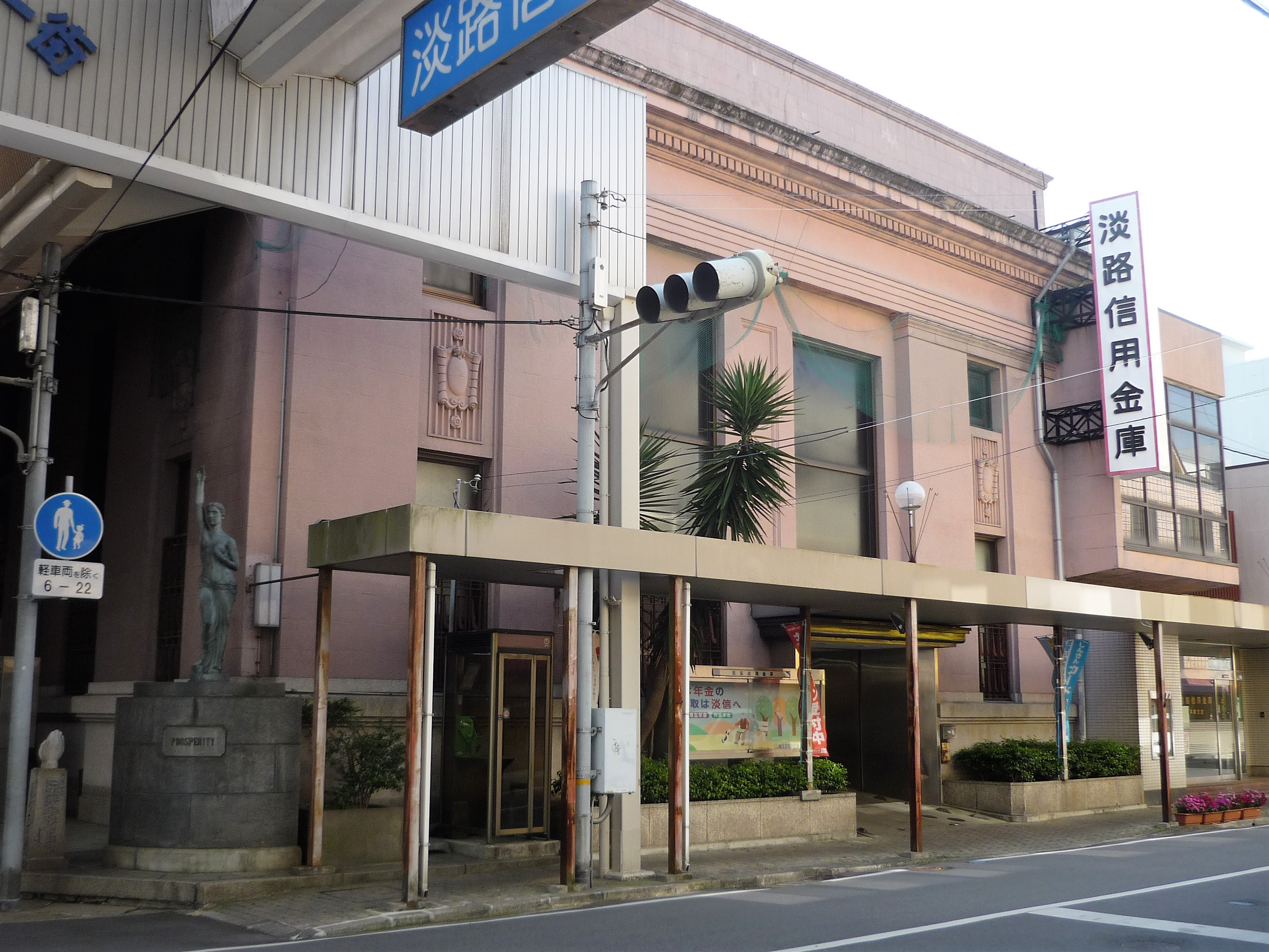
淡路信用金庫本町支店